# Element algebric
În matematică, dacă L este o extindere de corp a lui K, atunci un element a din L se numește element algebric peste K, sau doar algebric peste K dacă există vreun polinom nenul g(x) cu coeficienți în K astfel încât g(a) = 0. Elementele lui L care nu sunt algebrice peste K se numesc transcendente peste K.
Aceste noțiuni generalizează numerele algebrice și numerele transcendente (unde este extinderea corpului este C/Q, C fiind corpul numerelor complexe iar Q fiind corpul numerelor raționale).

## Exemple
- rădăcina pătrată a lui 2⁠(d) este algebrică peste Q, deoarece este rădăcina polinomului g(x) = x2 − 2 ai cărui coeficienți sunt raționali.
- π este transcendent peste Q dar algebric peste corpul numerelor reale R: este rădăcina ecuației g(x) = x − π, a cărei coeficienți (1 și −π) sint ambii reali, dar nu a vreunui polinom cu coeficienți exclusiv raționali. (Definiția numerelor transcendente folosește C/Q, nu C/R.)

## Proprietăți
Următoarele condiții sunt echivalente pentru un element a din L:
- a este algebric peste K,
- extinderea de corp K(a)/K are un grad finit, adică dimensiunea lui K(a) ca K-spațiu vectorial este finită (aici K(a) semnifică cel mai mic subcorp al lui L conținând K și a),
- K[a] = K(a), unde K[a] este mulțimea tuturor elementelor din L ceea ce se poate scrie sub forma g(a) cu polinomul g ai cărui coeficienți sunt în K.

Această caracterizare poate fi utilizată pentru a arăta că suma, diferența, produsul și câtul elementelor algebrice peste K sunt și ele algebrice peste K. Mulțimea tuturor elementelor din L care sunt algebrice peste K este un corp care se află între L și K.
Dacă a este algebric peste K, atunci există multe polinoame diferite de zero g(x) cu coeficienți în K astfel încât g(a) = 0. Totuși, există unul singur cu cel mai mic grad și cu coeficientul principal 1. Acesta este polinomul minimal al lui a și include multe proprietăți importante ale lui a.
Corpurile care nu permit niciun element algebric peste ele (cu excepția propriilor elemente) se numesc algebric închise. Corpul numerelor complexe este un exemplu.